# Dalai Lama

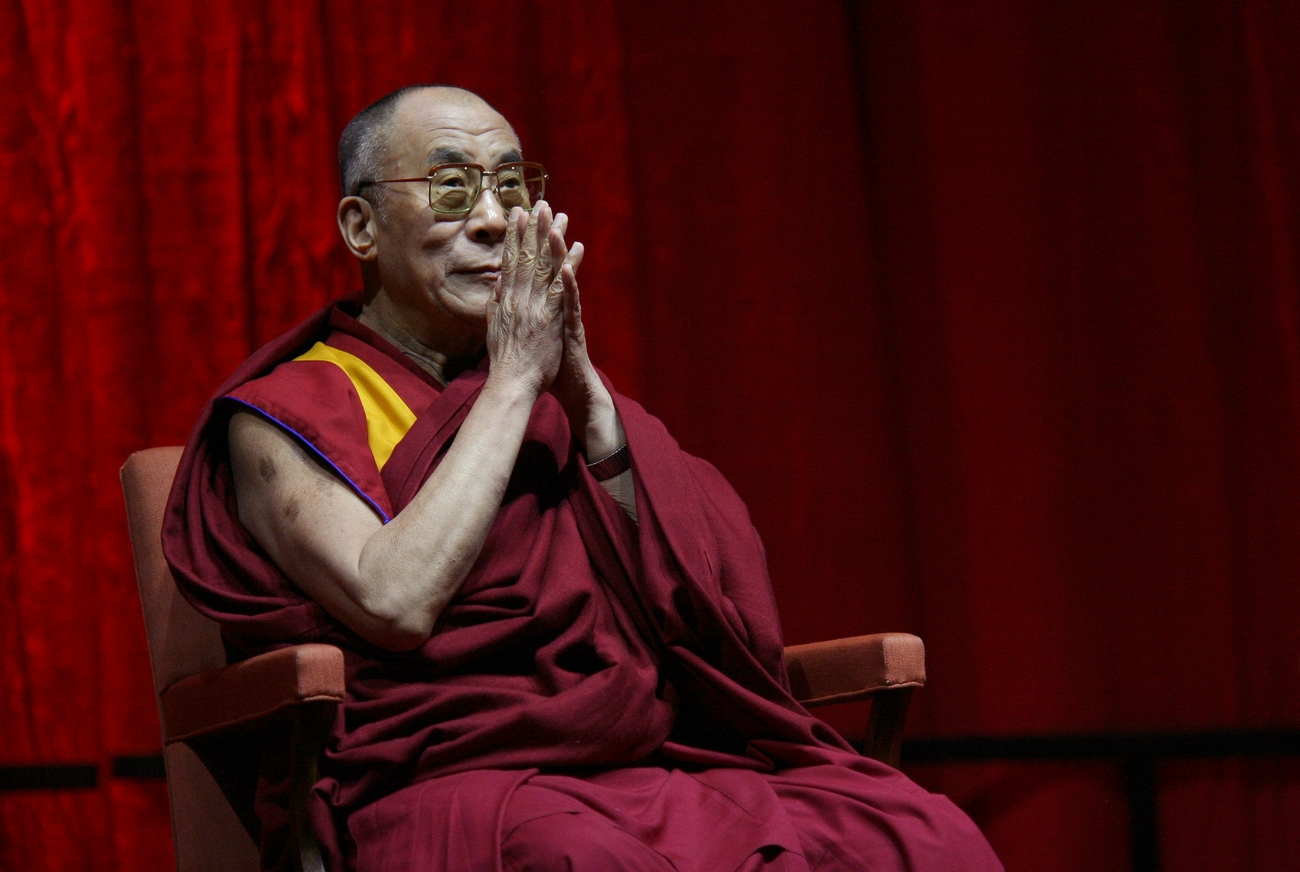
L'attuale XIV Dalai Lama, in esilio, Bstan 'dzin rgya mtsho (བསྟན་འཛིན་རྒྱ་མཚོ།, Tenzin Gyatso, 1935-vivente)

L'espressione Dalai Lama (grafia tibetana: ཏ་ལའི་བླ་མ, traslitterazione Wylie: tala'i bla-ma; IPA: [táːlɛː láma];  trascrizione fonetica italianizzata: "talee lama"; trascrizione semplificata THL: "talé lama"; intende: "maestro oceanico") è il titolo onorifico con cui si indica quel rinomato bla ma appartenente al lignaggio (སྐུ་ཕྲེང་, sku phreng) degli sprul sku (སྤྲུལ་སྐུ, THL: ་trülku, "lama incarnati") e guida spirituale della tradizione buddhista tibetana del dge lugs (དགེ་ལུགས, THL: geluk). In qualche letteratura si è preferito tradurre tale espressione, ma in modo del tutto improprio, come «oceano di saggezza».
I "Dalai Lama" sono considerati, nel contesto del buddhismo tibetano, la manifestazione terrena del bodhisattva cosmico Avalokiteśvara (sanscrito; tibetano: སྤྱན་རས་གཟིགས, spyan ras gzigs; THL: Chenrezik). I "Dalai Lama" (detti anche Gandhi Monaci) sono stati, a partire dal XVII secolo, e fino al 1959, anche la più alta autorità teocratica del Tibet, mentre l'ultimo di questi, il XIV Dalai Lama, Bstan 'dzin rgya mtsho (བསྟན་འཛིན་རྒྱ་མཚོ་, Tenzin Gyatso, 1935), dal 1959 fino al 2011 ha ricoperto la carica di capo del Governo tibetano in esilio del Tibet.

## Origine e caratteristiche del titolo
Il titolo di "Dalai Lama", inerisce esclusivamente alla tradizione tibetana del dge lugs (gelug), e fu coniato nel 1578 quando, nella regione del lago Tso Ngömpo (མཚོ་སྔོན་པོ, lett. "lago azzurro"; quel grande lago di acqua salata conosciuto anche con il nome mongolo di Хөх нуур, Koko Nor; o con il cinese 靑海湖 Qinghǎi Hú; situato nella provincia del Qinghai), avvenne l'incontro tra il potente condottiero del clan mongolo dei Tümed, Altan Khan, (antico mongolo:  ᠠᠯᠲᠠᠨ
 ᠬᠠᠨ, 1507-1582) e l'abate dei monasteri dge lugs di ’Bras spungs e di Se ra, il bla ma bSod nams rgya mtsho (བསོད་ནམས་རྒྱ་མཚོ, Sönam Gyatso, 1543-1588). Come era costume i due si scambiarono dei titoli onorifici, quello assegnato dal khan mongolo al bla ma tibetano fu il titolo mongolo:
L'ultimo termine utilizzato dal khan mongolo, ossia dalai (ᠲ‍‍ᠠ‍ᠯ‍ᠠ‍ᠢ) è la traduzione in lingua mongola dell'ultima parte del nome di bSod nams rgya mtsho (rgya mtsho, རྒྱ་མཚོ) sempre con il significato di "oceano". Da qui il titolo tipizzato in tibetano come ta la'i bla ma (ཏ་ལའི་བླ་མ) con il significato di "maestro oceanico". Altri appellativi, più frequenti nell'uso tibetano per indicare il Dalai Lama, sono: rgyal ba rin po che (རྒྱལ་བ་རིན་པོ་ཆེ, Gyalwa Rinpoche, "Prezioso conquistatore"); sku mdun (སྐུ་མདུན, Kundun, "Presenza"); yid bzhin nor bu (ཡིད་བཞིན་ནོར་བུ, Yishin Norbu, "Gemma che esaudisce i desideri").

### Successione
Quando un Dalai Lama muore, altri due trülku, il Panchen Lama e il Reting Rinpoce, unitamente ad altri insigni bla ma, avviano le indagini al fine di scoprire la nuova manifestazione del Dalai Lama appena defunto, servendosi per questo anche degli oracoli, interpretando presagi e sogni. Una volta che la nuova manifestazione viene identificata, solitamente quando è ancora un bambino molto piccolo o una bambina, viene consacrato/a novizio/a e intronizzato/a ufficialmente, dando inizio al suo percorso di studi, ma fino alla sua maggiore età il potere esecutivo è esercitato da un reggente.

## Storia
Come abbiamo visto, l'origine del titolo "Dalai Lama" si deve all'incontro tra l'importante abate di due monasteri dge lugs, bSod nams rgya mtsho, e il potente khan mongolo dei Tümed, Altan Khan, avvenuto nel 1578.
Tale titolo fu successivamente assegnato, in via postuma, ad altri due importanti predecessori di bSod nams rgya mtsho, Dge ’dun grub (དགེ་འདུན་གྲུབ་, Gendün Drup, 1391–1475) e a Dge 'dun rgya mtsho (དགེ་འདུན་རྒྱ་མཚོ, Gendün Gyatso, 1475-1542), che furono da quel momento considerati rispettivamente il I Dalai Lama e il II Dalai Lama, facendo così acquisire il titolo di III Dalai Lama a bSod nams rgya mtsho. Da tener presente che quando avvenne l'incontro tra bSod nams rgya mtsho e Altan Khan, il primo era già considerato dalla tradizione dge lugs un bla ma incarnato.
Questi importanti tre maestri furono quindi considerati alla stregua della dottrina detta dello sprul sku (སྤྲུལ་སྐུ་, trülku, anche nella resa anglosassone di tulku, rende il sanscrito nirmāṇakāya), e furono quindi visti come manifestazioni, incarnazioni, l'uno dell'altro. Tale dottrina, per quanto già presente ad esempio nella scuola dei Kar ma Bka’ brgyud (ཀརྨ་བཀའ་བརྒྱུད, Karma Kagyü), sostituiva la tradizionale consuetudine di successione tra maestri, presente nelle altre scuole buddhiste tibetane, dove il maestro in carica designava a succedergli il più qualificato dei suoi allievi.
Il successore, ovvero l'incarnazione dello stesso bSod nams rgya mtsho, il bla ma che aveva incontrato Altan Khan, fu individuato dalle gerarchie dge lugs proprio in un pronipote del khan mongolo, Yon tan rgya mtsho (ཡོན་ཏན་རྒྱ་མཚོ་, Yönten Gyatso, 1589-1617), che venne così nominato come IV Dalai Lama, fatto che consentì alla scuola fondata da Tsong kha pa di legarsi viepiù con le casate mongole, patrone politico-militari di quelle regioni.
Al quarto Dalai Lama di origine mongola succedette, sempre con il metodo dello sprul sku, il quinto Ngag dbang blo bzang rgya mtsho (ངག་དབང་བློ་བཟང་རྒྱ་མཚོ་, Ngawang Lozang Gyatso, 1617-1682), una delle personalità più eminenti dell'intera storia tibetana, appellato per questo da suo popolo come ལྔ་པ་ཆེན་པོ (lnga pa chen po, il "Grande Quinto").
Figlio di una nobile famiglia del ’Phyong rgyas (འཕྱོང་རྒྱས, Chongye, nello Yarlung), ebbe come maestro, e forse padre biologico, un illustre esponente del lignaggio Jo-nang, Kun dga' snying po (ཀུན་དགའ་སྙིང་པོ, Kunga Nyingpo, altrimenti conosciuto anche come Tāranātha, 1092-1158), mentre la madre, secondo le sue stesse memorie, fu la compagna tantrica di questo grande maestro.
Riconosciuto da Blo bzang chos kyi rgyal mtshan (བློ་བཟང་ཆོས་ཀྱི་རྒྱལ་མཚན, Lozang Chökyi Gyaltsen, 1570–1662), il quarto Pan chen bl ama, (པན་ཆེན་བླ་མ, Panchen Lama) nel 1622 come incarnazione del IV Dalai Lama, quindi del mongolo Yon tan rgya mtsho, e condotto nel monastero di Ddga'ldan, nel 1625 Ngag dbang blo bzang rgya mtsho venne ordinato monaco, continuando gli studi sotto diversi insegnanti, studi che riguardarono l'intera tradizione buddhista tibetana, sotto il quarto Pan chen bl ama.
In questo periodo i seguaci del dge lugs vengono perseguitati dal re del Dbus-gtsang (དབུས་གཙང, Ü-Tsang), (ཀར་མ་བསྟན་སྐྱོང, Kar ma bstan skyong, Karma Tenkyong, 1605-1642), patrono sia della potente tradizione Kar ma Bka’ brgyud (ཀརྨ་བཀའ་བརྒྱུད, Karma Kagyü) che di quella che va sotto il nome di Jo nang (ཇོ་ནང, Jonang).
L'alleanza tra i mongoli e i dge lugs, già instaurato con il III Dalai Lama e confermato con il IV, egli stesso un mongolo, verrà ulteriormente stabilita dal V, il quale si legherà al governatore mongolo del Qoshot, Gushri Khan (1582-1655). Grazie a questi potenti alleati dal 1642 il V Dalai Lama, con il reggente Bsod nams chos 'phel (བསོད་ནམས་ཆོས་འཕེལ, Sönam Chöpel, circa 1595-1658), governerà l'intero Tibet centrale.
La relazione tra il V Dalai Lama e i mongoli fu stabilita secondo il modello yon mchod, (ཡོན་མཆོདanche mchod yon, yön chö), già instaurato nel 1247 tra gli esponenti della tradizione sa skya (རྙིང་མ་ Sakya) e Kubilai Khan, che riservava il ruolo politico religioso ai Dalai Lama e il ruolo politico militare ai khan mongoli.
Il V Dalai Lama promosse anche quella dottrina secondo la quale lui, e i suoi incarnati predecessori, erano la manifestazione terrena del bodhisattva cosmico Avalokiteśvara, venendo anche considerato erede dei primi tre re del Dharma (dharmarāja, ཆོས་རྒྱལ, chos rgyal).

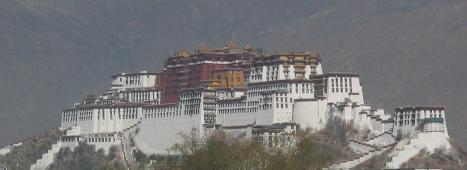
Palazzo del Potala, Lhasa

Questi ultimi due aspetti furono particolarmente significativi per la cultura tibetana.
Da una parte Avalokiteśvara (tibetano: སྤྱན་རས་གཟིགས, spyan ras gzigs; Chenrezik) rappresentava, per le tradizioni di quelle terre, non solo il protettore dell'intero paese ma anche il mitico progenitore dei tibetani. La sua sacra figura era conosciuta già al tempo del re Khri Srong lde btsan, epoca in cui venne tradotto il Kāraṇḍavyūhasūtra (ཟ་མ་ཏོག་བཀོད་པའི་མདོ, Za ma tog bkod pa’i mdo, al Toh. 116), testo che introduceva questo bodhisattva cosmico in Tibet, facendogli acquisire quel ruolo supremo per il buddhismo tibetano.
E se la mitologia indiana (cfr. Gaṇḍavyūha; Sdong po bkod pa, སྡོང་པོ་བཀོད་པ, al Toh. 44), e quindi tibetana, individuava la residenza di questo grande bodhisattva della misericordia sul monte Potala (པོ་ཏ་ལ, po ta la; in sanscrito Potalaka), e se il primo re del Dharma tibetano, Srong-btsan sGam-po, già lui stesso considerato incarnazione di Chenrezik, aveva eretto nel VII secolo la sua residenza sul "Poggio Rosso" (དམར་པོ་རི, dmar po ri) a Lhasa, fu facile per il V Dalai Lama avviare, nel 1645, la costruzione di un'imponente fortezza sullo stesso Poggio Rosso, ribattezzata per l'occasione come "Palazzo del monte Potala" (རྩེ་པོ་ཏ་ལའི་ཕོ་བྲང, Rtse po ta la'i pho brang), indicandola così come sacra, potente e visibile reggia della teocrazia da lui instaurata e rappresentata.
(Prats, p. 166)
Nel 1652 il V Dalai Lama si recherà alla corte dell'imperatore Shunqi (順治蒂), primo della dinastia Qing, vivendo non il primo degli equivoci con i vicini cinesi: da una parte l'imperatore manciù lo considerava, al pari dei suoi predecessori mongoli, un suo vassallo, dall'altra il Dalai Lama avrebbe voluto essere considerato il sovrano di un regno indipendente.

## Elenco deiDalai Lama
|    | Nome                  | Immagine | Anno nascita-morte | Riconoscimento | Intronizzazione              | Grafia tibetana/Traslitterazione Wylie   | Pinyin tibetano/Caratteri cinesi | Dizioni alternative           |
| -- | --------------------- | -------- | ------------------ | -------------- | ---------------------------- | ---------------------------------------- | -------------------------------- | ----------------------------- |
| 1  | Gendün Drup           |          | 1391–1474          | –              | n.d..                        | དགེ་འདུན་འགྲུབ་ dge 'dun 'grub               | Gêdün Chub 根敦朱巴              | Gedun Drub Gedün Drup         |
| 2  | Gendün Gyatso         |          | 1475–1542          | 1483           | 1487.                        | དགེ་འདུན་རྒྱ་མཚོ་ dge 'dun rgya mtsho         | Gêdün Gyaco 根敦嘉措             | Gedün Gyatso Gendün Gyatso    |
| 3  | Sönam Gyatso          |          | 1543–1588          | 1546           | 1578                         | བསོད་ནམས་རྒྱ་མཚོ་ bsod nams rgya mtsho       | Soinam Gyaco 索南嘉措            | Sönam Gyatso                  |
| 4  | Yönten Gyatso         |          | 1589–1617          | 1601           | 1603                         | ཡོན་ཏན་རྒྱ་མཚོ་ yon tan rgya mtsho           | Yoindain Gyaco 雲丹嘉措          | Yontan Gyatso, Yönden Gyatso  |
| 5  | Ngawang Lozang Gyatso |          | 1617–1682          | 1618           | 1622                         | བློ་བཟང་རྒྱ་མཚོ་ blo bzang rgya mtsho         | Lobsang Gyaco 羅桑嘉措           | Lobzang Gyatso Lopsang Gyatso |
| 6  | Tsangyang Gyatso      |          | 1683–1706          | 1688           | 1697                         | ཚངས་དབྱངས་རྒྱ་མཚོ་ tshang dbyangs rgya mtsho | Cangyang Gyaco 倉央嘉措          | Tsañyang Gyatso               |
| 7  | Kelzang Gyatso        |          | 1707–1757          | 1712           | 1720                         | བསྐལ་བཟང་རྒྱ་མཚོ་ bskal bzang rgya mtsho     | Gaisang Gyaco 格桑嘉措           | Kelsang Gyatso Kalsang Gyatso |
| 8  | Jampel Gyatso         |          | 1758–1804          | 1760           | 1762                         | བྱམས་སྤེལ་རྒྱ་མཚོ་ byams spel rgya mtsho       | Qambê Gyaco 強白嘉措             | Jampel Gyatso Jampal Gyatso   |
| 9  | Lungtok Gyatso        |          | 1806–1815          | 1807           | 1810                         | ལུང་རྟོགས་རྒྱ་མཚོ་ lung rtogs rgya mtsho       | Lungdog Gyaco 隆朵嘉措           | Lungtog Gyatso                |
| 10 | Tsultrim Gyatso       |          | 1816–1837          | 1820           | 1822                         | ཚུལ་ཁྲིམས་རྒྱ་མཚོ་ tshul khrim rgya mtsho      | Cüchim Gyaco 楚臣嘉措            | Tshültrim Gyatso              |
| 11 | Khendrup Gyatso       |          | 1838–1856          | 1841           | 1842                         | མཁས་གྲུབ་རྒྱ་མཚོ་ mkhas grub rgya mtsho       | Kaichub Gyaco 凱珠嘉措           | Kedrub Gyatso                 |
| 12 | Trinle Gyatso         |          | 1857–1875          | 1858           | 1860                         | འཕྲིན་ལས་རྒྱ་མཚོ་ 'phrin las rgya mtsho       | Chinlai Gyaco 成烈嘉措           | Trinle Gyatso                 |
| 13 | Thubten Gyatso        |          | 1876–1933          | 1878           | 1879                         | ཐུབ་བསྟན་རྒྱ་མཚོ་ thub bstan rgya mtsho       | Tubdain Gyaco 土登嘉措           | Thubtan Gyatso Thupten Gyatso |
| 14 | Tenzin Gyatso         |          | 1935-              | 1939           | 1940 (attualmente in esilio) | བསྟན་འཛིན་རྒྱ་མཚོ་ bstan 'dzin rgya mtsho     | Dainzin Gyaco 丹增嘉措           | Tenzin Gyatso                 |